# Peter Mikkelsen (fodbolddommer)
 Der er flere personer med dette navn, se Peter Mikkelsen.
Peter Mikkelsen (født 1. maj 1960 i København, død 30. januar 2019) var en fodbolddommer fra Danmark. Han stoppede sin aktive dommerkarriere som 38-årig i 1998. Inden han stoppede sin karriere nåede han at deltage ved fire store slutrunder (VM i 1990 og 1994 samt EM i 1992 og 1996).
Han blev efter den aktive karriere ansat af det europæiske fodboldforbund, UEFA, som dommerbedømmer til kampe på højeste internationale niveau. Samtidig blev han medlem af DBUs Elitedommergruppe.
24. januar 2014 fik han at vide, at en i udgangspunktet harmløs omgang modermærkekræft havde metastaseret sig til hjernen, en scanning viste at han havde fået fire metastaser i hjernen. Han blev lam i venstre side og måtte sidde i kørestol. Peter Mikkelsen døde den 30. januar 2019.

## Karriere
Peter Mikkelsen blev kåret som verdens bedste dommer i 1991 og 1993. Han blev ligeledes kåret til årtiets bedste dommer i 1997.

### VM 1990
Som blot 30 årig deltog Peter Mikkelsen ved VM 1990 i Italien, hvor han dømte to kampe.
- Vesttyskland –  Jugoslavien 4-1 (gruppespil)
- England –  Belgien 1-0 (ottendedelsfinale)

### EM 1992
- Holland –  SNG 0-0 (gruppespil)

### VM 1994
Ved VM slutrunden i 1994 var Peter Mikkelsen af mange udset som favorit til at dømme finalen, men finalen gik i stedet til ungarske Sándor Puhl.
- Spanien –  Sydkorea 2-2 (gruppespil)
- Schweiz –  Colombia 0-2 (gruppespil)
- Holland –  Irland 2-0 (ottendedelsfinale)

### EM 1996
- Bulgarien –  Rumænien 1-0 (gruppespil)